# Eldridge Cleaver
Leroy Eldridge Cleaver (31 de agosto de 1935-1 de mayo de 1998), escritor estadounidense, activista político. Ministro de Información de los Panteras Negras.
En su libro "Alma Encadenada" (escrito en prisión), Cleaver defiende los derechos de la comunidad afronorteamericana y desarrolla los postulados del Partido Pantera Negra, que logró conquistas fundamentales para la igualdad de derechos en Estados Unidos.

## Libros
- Alma Encadenada. siglo XXI, 1969.
- Pantera Negra. siglo XXI, 1970.
- Eldridge Cleaver desde Argel... habla sobre La Revolución en E.U.A. (Lee Lockwood). McGraw-Hill, 1970.

## Citas
“Las pruebas más rigurosas a que tiene que enfrentarse Johnson son las de la guerra en Vietnam y la revolución de los negros en su propio país. El hecho de que los cerebros del Pentágono hayan considerado prudente enviar un 16% de tropas negras a Vietnam es una indicación de que existe una relación estructural entre estos dos teatros de lucha. La relación entre el genocidio en Vietnam y las sonrisas que el blanco dirige a los norteamericanos negros es una relación directa. Una vez que el blanco resuelva su problema en Oriente, volverá su furia contra los negros de Estados Unidos”.

## Alma encadenada (1968)
Mientras estaba en prisión, escribió una serie de ensayos políticos y filosóficos, que en una primera instancia fueron publicados en la revista Rampants y después en el libro "Alma encadenada".
La parte más controversial del libro es cuando Cleaver reconoce haber cometido violaciones, declarando haber violado inicialmente mujeres negras en el gueto a modo de "práctica" para después embarcarse en una serie de violaciones a mujeres blancas. Describió dichas violaciones como políticamente inspiradas, motivadas por una genuina convicción de que la violación de mujeres blancas era una "acto de insurrección". Cuando comenzó a escribir el libro renunció rotundamente a la violación y a todos sus razonamientos previos al respecto.